# Plebańce (sielsowiet Dołhinów)
Plebańce – dawny majątek. Tereny, na których leżał, znajdują się obecnie na Białorusi, w obwodzie mińskim, w rejonie wilejskim, w sielsowiecie Dołhinów.

## Historia
W czasach zaborów w powiecie wilejskim, w guberni wileńskiej Imperium Rosyjskiego.
W latach 1921–1945 folwark a następnie majątek leżał w Polsce, w województwie wileńskim, w powiecie wilejskim, w gminie Dołhinów.
Według Powszechnego Spisu Ludności z 1921 roku zamieszkiwało tu 37 osób, 2 były wyznania rzymskokatolickiego a 35 prawosławnego. Jednocześnie 36 mieszkańców zadeklarowało polską a 1 estońską przynależność narodową. Było tu 6 budynków mieszkalnych. W 1931 w 4 domach zamieszkiwały 23 osoby.
Wierni należeli do parafii rzymskokatolickiej i prawosławnej w Dołhinowie. Miejscowość podlegała pod Sąd Grodzki w Dołhinowie i Okręgowy w Wilnie; właściwy urząd pocztowy mieścił się w Dołhinowie.